# Aeria elara
Aeria elara är en fjärilsart som beskrevs av William Chapman Hewitson 1855. Aeria elara ingår i släktet Aeria och familjen praktfjärilar. Inga underarter finns listade i Catalogue of Life.

## Bildgalleri

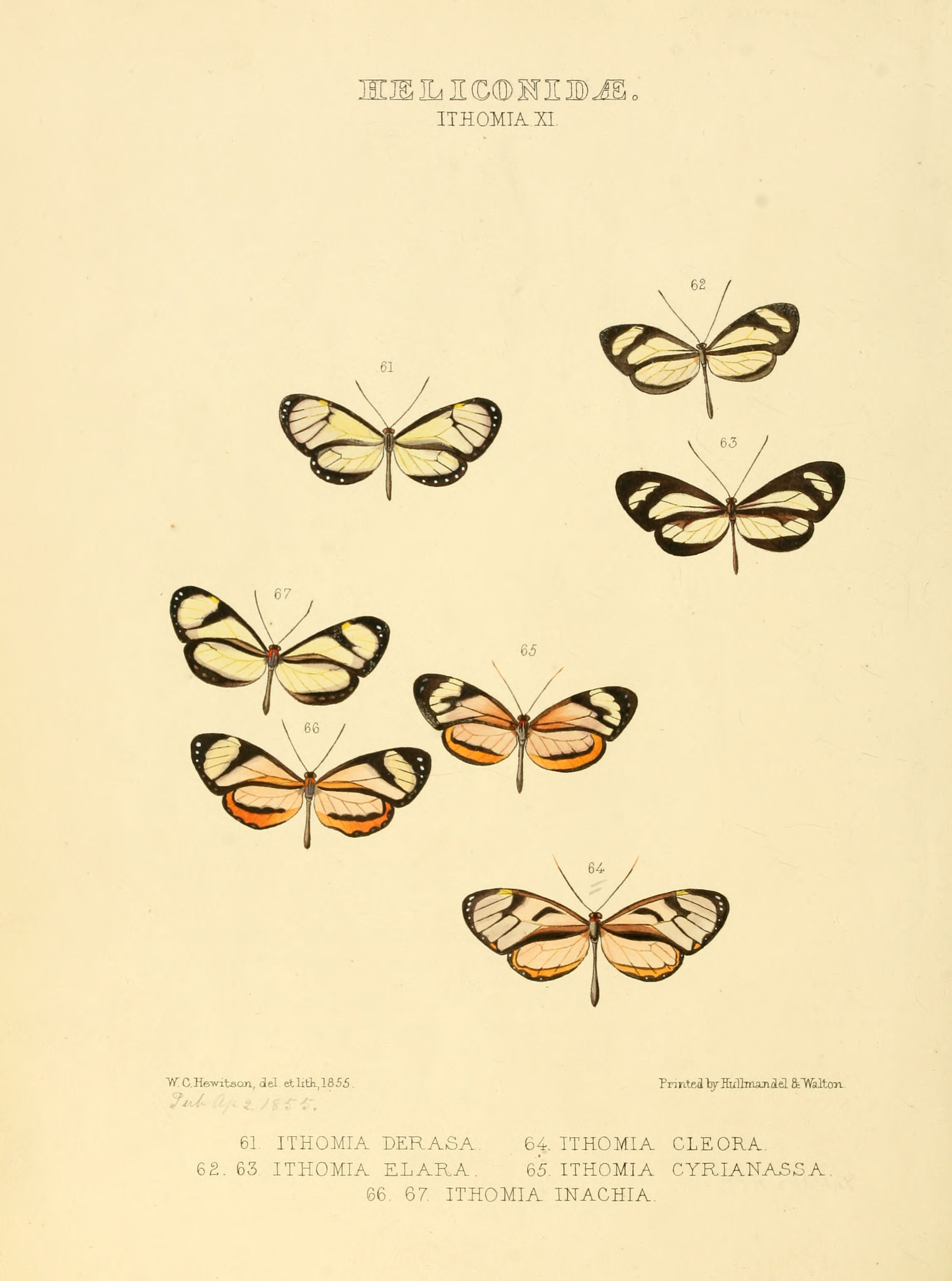